# Bruine kwartelduif
De bruine kwartelduif (Zentrygon linearis synoniem: Geotrygon linearis) is een vogel uit de familie Columbidae (duiven).

## Verspreiding en leefgebied
Deze soort komt voor van centraal Colombia tot noordoostelijk Venezuela.